# Schule von Pont-Aven

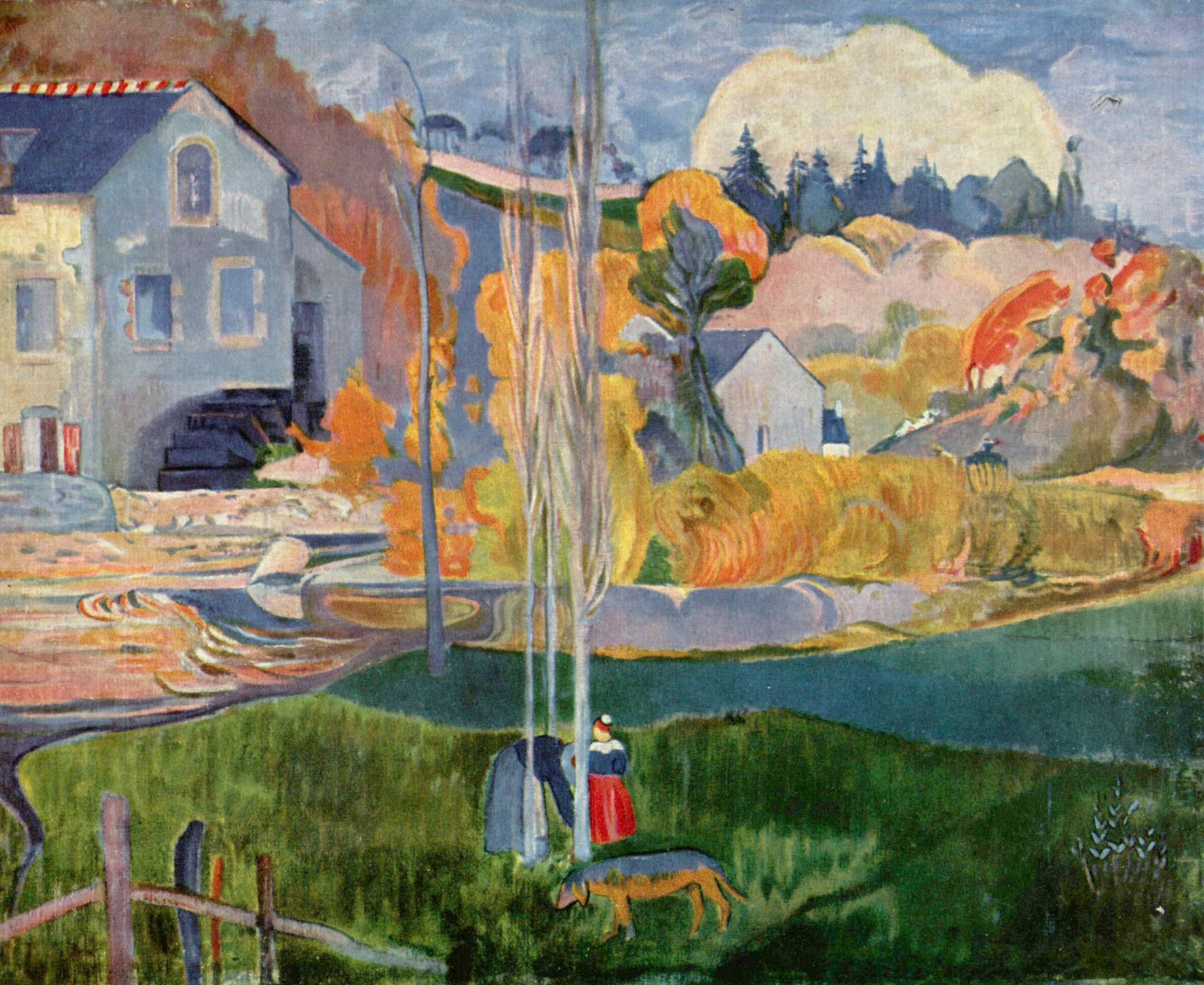
Paul Gauguin: Die David-Mühle in Pont-Aven, 1894, Musée d’Orsay, Paris. Ein Gemälde im Stil des Synthetismus

Die Schule von Pont-Aven wurde von einer Gruppe französischer Maler um Paul Gauguin am Ende des 19. Jahrhunderts gebildet. Sie befand sich sowohl in dem im Süden der Bretagne gelegenen Dorf Pont-Aven, als auch in dem nahegelegenen Ort Le Pouldu an der Laïta. Die Bezeichnung für die Künstlerkolonie entstand nachträglich.
Die Werke der Maler zeichnen sich durch den Gebrauch reiner, leuchtender Farben aus und werden dem Post-Impressionismus zugerechnet.

## Bedeutung

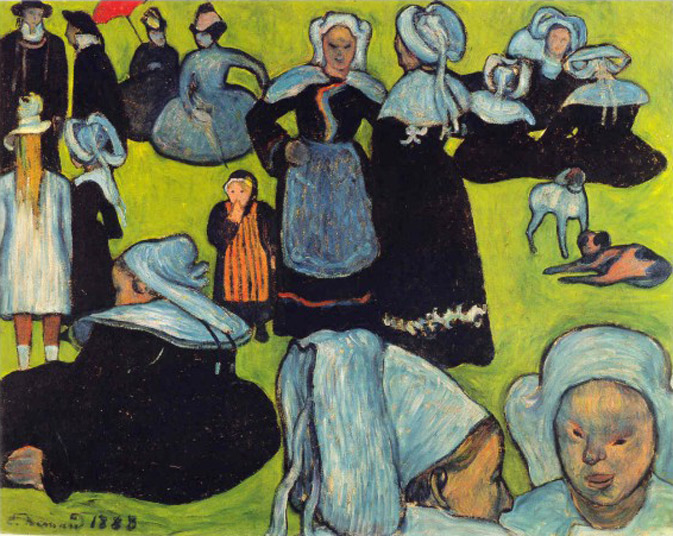
Émile Bernard: Bretonische Frauen auf der Wiese, 1888, Musée d’Orsay, Paris

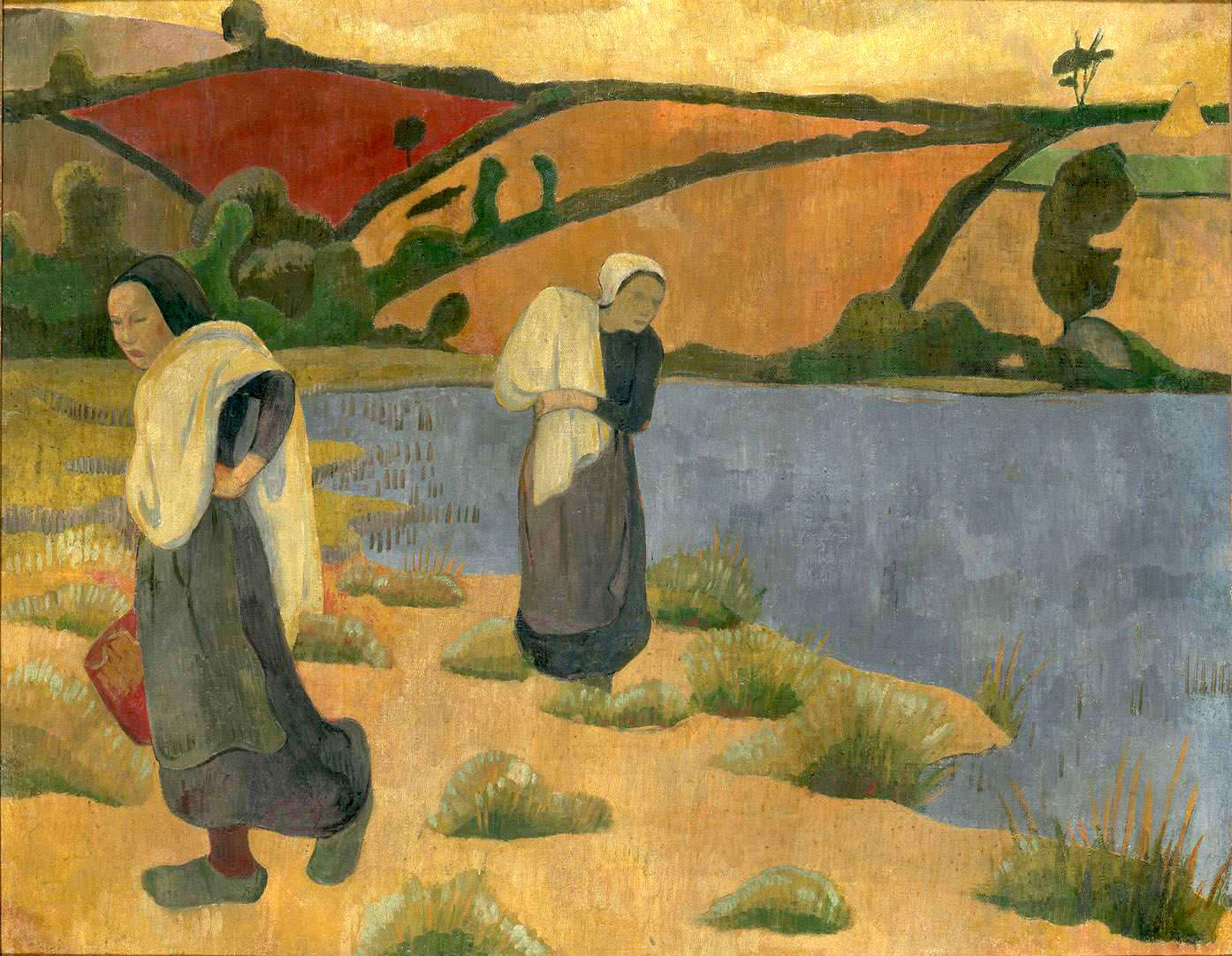
Paul Sérusier: Die Wäscherinnen an der Laïta, 1892, Musée d’Orsay, Paris

Bereits in der Mitte des 19. Jahrhunderts hatten Maler wie Camille Corot und Eugène Boudin sowie Dichter wie Victor Hugo und Honoré de Balzac die Bretagne aufgesucht, da ihnen die raue, ursprüngliche Landschaft der Bretagne Themen für ihre Werke bot.
Ab 1862 wurde die Bretagne von der Eisenbahn erschlossen und damit leichter zugänglich. 1864 „entdeckte“ der amerikanische Maler Robert Wylie Pont-Aven und blieb dort bis zu seinem Tod 1877. In diesem Jahr war die Malerkolonie auf 50 und 1883 auf über 100 Künstler angewachsen. Viele ausländische Maler kamen wegen der niedrigen Lebenshaltungskosten, ein Zimmer mit 2 Mahlzeiten kostete nur 60 Francs im Monat. Paul Gauguin hielt sich wiederholt seit dem Jahr 1886 in Pont-Aven auf. Weitere Künstler folgten – wie beispielsweise Émile Bernard und Paul Sérusier. Sie suchten den Impressionismus zu überwinden. Aus der Schule von Pont-Aven erwuchsen die Kunstrichtungen des Synthetismus und Cloisonismus, die eine Gegenbewegung zum Impressionismus darstellen. Ihre Werke fanden bei den Nabis, den Künstlern des Symbolismus und Expressionismus, große Beachtung.
Die Betonung von Konturen und Farbwerten unter Aufgabe der Freilichtmalerei war ein Anliegen der Schule von Pont-Aven. Die Künstler schufen ihre Bilder teilweise aus der Erinnerung. Das Gesehene wurde auf Wesentliches reduziert, sodass Form und Farbe die Gefühlsstimmungen der Maler unabhängig von der Wirklichkeit wiedergaben.
Gauguin verließ die bretonische Künstlerkolonie im Jahr 1891 und zog nach Tahiti. Die Schule von Pont-Aven blieb bis etwa 1896 bestehen.
In Pont-Aven zeigt das 1985 eröffnete Musée de Pont-Aven Werke von Künstlern aus der Bretagne, aber auch Gemälde, die die Bretagne zum Thema haben. Das Museum konzentriert sich auf die Zeit zwischen 1860 und 1970, in der sich sowohl französische als auch internationale Künstler in der Stadt aufhielten. Gezeigt werden beispielsweise Gemälde von Émile Bernard und Paul Gauguin.

## Künstler in Pont-Aven oder Le Pouldu (Auswahl)
| - Cuno Amiet (1868–1961) - Louis Anquetin (1861–1932) - Maurice Asselin (1882–1947) - Mogens Ballin (1872–1914) - Émile Bernard (1868–1941) - Frederick Arthur Bridgman (1847–1928) - Louis Cabat (1812–1893) - Henri Delavallée (1862–1943) | - Maurice Denis (1870–1943) - Charles Filiger (1863–1928) - Elizabeth Adela Forbes (1859–1912) - René Francillon (1876–1973) - Paul Gauguin (1848–1903) - Marcel Gromaire (1892–1971) - Alfred Jarry (1873–1907) - Charles Laval (1862–1894) - Maxime Maufra (1861–1918) - Jacob Meijer de Haan (1852–1895) | - Roderic O’Conor (1860–1940) - Émile Schuffenecker (1851–1934) - Armand Séguin (1869–1903) - Paul Sérusier (1864–1927) - Władysław Ślewiński (1856–1918) - Jan Verkade (1868–1946) - Otto Weber (1832–1888) - Julian Alden Weir (1852–1919) |